# 香草冰淇淋

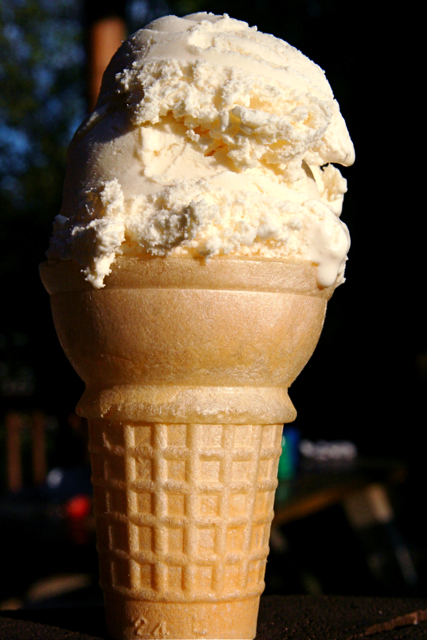
蛋捲冰淇淋上的香草冰淇淋

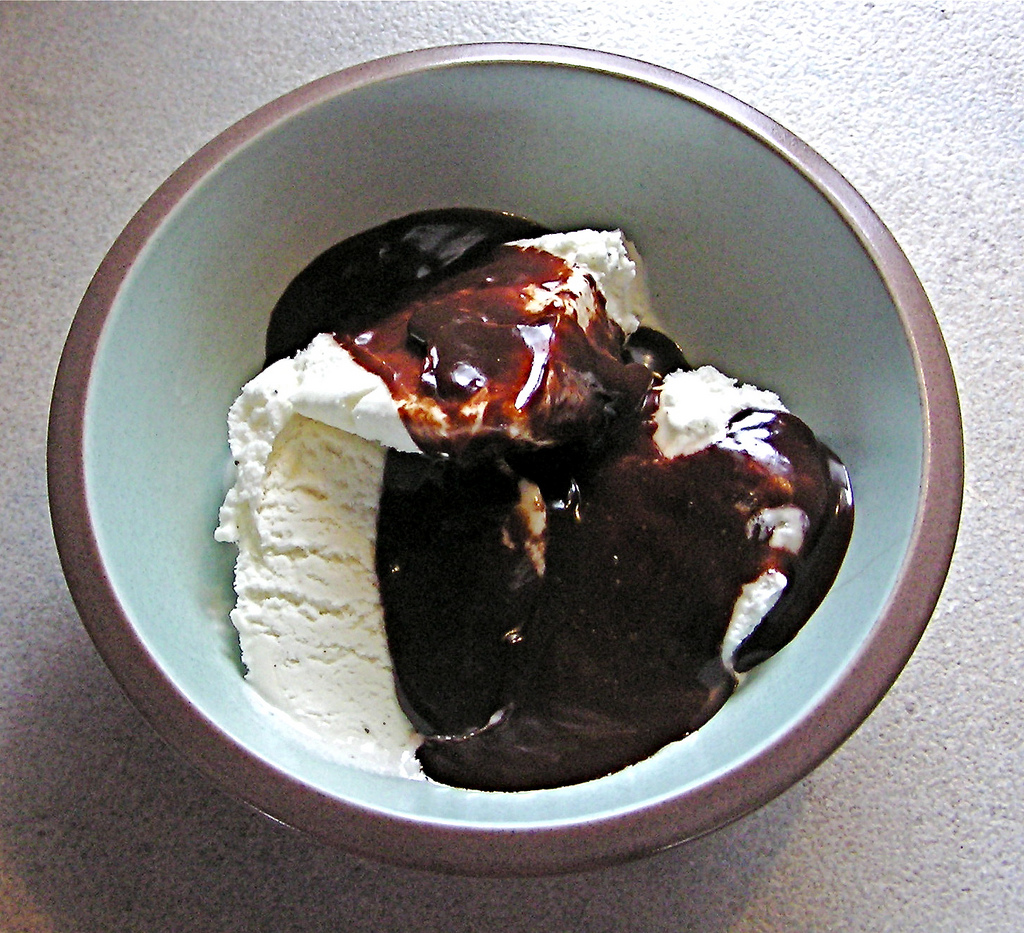
黑巧克力香草冰淇淋

香草（Vanilla）是冰淇淋常見的口味之一，在北美及歐洲更常見。香草冰淇淋作法和其他口味的冰淇淋類似，是由奶油、糖、香草混合後在含有冰及鹽的容器內冷卻而成。香草冰淇淋使用的香草類類隨地區而不同。在北美及歐洲會喜歡有烟薰風味的，在爱尔兰岛則是喜歡類似茴芹味道的。為了讓冰淇淋有一致的滑順口感，混合物在凝固過程需要偶爾攪拌，之後再放回冰鹽容器中繼續凝固。依照《Iced: 180 Very Cool Concoctions》所述，許多人認為香草冰淇淋是冰淇淋的「原味」。

## 歷史
最早開始使用香草的地方是墨西哥。約在1510年，來自西班牙的征服者，到了位於現今墨西哥的地區，接觸到的中部美洲原住民將香草用在其餐飲中。征服者將香草帶回西班牙，在西班牙，「會用可可豆、香草、玉米、水及冰混合而成巧克力飲料，香草是其中的香料之一」。這種飲料在1600年代初期擴展到法國、英國及歐洲其他地區。1602年時，伊丽莎白一世的藥師Hugh Morgan建議香草應該和巧克力分開來吃。
冰淇淋的歷史可以追蹤到14世紀的元朝。有證據指出在莫卧儿帝国就已經在食用冰淇淋。為了冷凍效果，混合冰和鹽的概念（這也是冰淇淋製作流程之一）起源於亞洲，此一作法隨著阿拉伯人及摩尔人分別在711年及1492年旅行到西班牙，而開始流傳。自從混合冰和鹽的作法流傳到歐洲後，義大利人就開始製作冰淇淋。在18世紀初時，在法國已有冰淇淋的配方。依照《Frozen Desserts: The Definitive Guide to Making Ice Creams, Ices, Sorbets, Gelati, and Other Frozen Delights》一書，法國在冰淇淋中加入蛋或是蛋黃，讓冰淇淋變成較細，較有口感的食品。最早在法國記錄的冰淇淋配方是在18世紀初，其中沒有包括蛋黃，到18世紀中，法國的冰淇淋食譜中就已加入蛋黃。
後來香草不再和可可一起使用之後，法國食譜中也越來越常看到香草。法國用香草來為法國的香草冰淇淋增添風味。托马斯·杰斐逊發現了法國的冰淇淋配方，將其引進美國，因此美國也有香草冰淇淋。托马斯·杰斐逊在1780年代寫下了他自己的冰淇淋配方，此配方保存在美國國會圖書館內。
在2017年，有一個網路貼文誤稱說香草冰淇淋原來是深色的，但因為其顏色冒犯了白人，因此在1912年改為白色。此一說法和事實不符，早在1876年時的香草冰淇淋照片中，其中的香草冰淇淋就是淺色的。

## 外部連結
- . Library of Congress.   [2013-03-31]. （原始内容存档于2017-05-07）. （页面存档备份，存于）